# Gustavo Kuffner
Gustavo Carlos Kuffner (Tigre, Buenos Aires, Argentina; 31 de diciembre de 1978) es un periodista deportivo y relator de fútbol argentino.
Desde el 2000 es la cara de deportes de la Televisión Pública donde cubrió seis Juegos Olímpicos y cinco Mundiales de Fútbol.
Tres veces recibió el Premio Martín Fierro a mejor programa deportivo de 2008, 2012 y 2014. Además en la señal conduce Argentina Olímpica y relata la LPF

## Trayectoria
En 2001 fue conductor del programa deportivo Deportes 7 hasta que en 2004 el nombre fue cambiado a DXTV en Canal 7.
En 2009 cubrió todos los partidos del Seleccionado Nacional Sub-20 en el Sudamericano de Venezuela y algunos partidos de la Copa de las Confederaciones de Sudáfrica del mismo año.
Desde sus inicios en 2009 hasta el final del programa en 2017, fue relator de Fútbol para Todos de los partidos de la Primera División de Argentina. 
Es relator de la selección argentina de fútbol en televisión abierta para todo el país junto a Juan Pablo Varsky y Miguel "Tití" Fernández.
En 2010 fue elegido por el Comité Olímpico Argentino como “Periodista del Año”.
En 2013 fue conductor de DeporTV Noticias.
En 2014 fue el conductor de los Juegos Olímpicos de Invierno Sochi 2014, al igual que en 2002, 2006 y 2010.

### Actualidad
En 2024 fue relator para DSports de la Copa America 2024.
Actualmente relata fútbol internacional en DirecTV Sports para toda Sudamérica e integra el personal periodístico de la señal.
Actualmente conduce para TVP los Juegos Olímpicos de París 2024.

## Programas

### TV
| Año           | Programa                 | Canal              |
| ------------- | ------------------------ | ------------------ |
| 2009-2017     | FPT                      | Televisión Pública |
| 2018-presente | Al Mediodía Se Habla Así | DirecTV Sports     |
| 2021-2024     | Fútbol ATP               | Televisión Pública |
| 2021          | Argentina Olímpica       | Televisión Pública |

### Radio
| Año           | Programa    | Radio         |
| ------------- | ----------- | ------------- |
| 2019-2021     | Puede Pasar | Club 94.7     |
| 2023-presente | Puede Pasar | DSports Radio |

## Coberturas

### Copa Mundial de la FIFA
- Copa Mundial de Fútbol de 2002 por Televisión Pública
- Copa Mundial de Fútbol de 2006 por Televisión Pública
- Copa Mundial de Fútbol de 2010 por Televisión Pública
- Copa Mundial de Fútbol de 2014 por Fútbol Para Todos
- Copa Mundial de Fútbol de 2018 por Televisión Pública
- Copa Mundial de Fútbol de 2022 por DSports y Televisión Pública

### Copa América
- Copa América 2011 por Televisión Pública
- Copa América 2015 por Televisión Pública
- Copa América Centenario por Televisión Pública
- Copa América 2019 por Televisión Pública
- Copa América 2021 por DirecTV Sports y Televisión Pública